# Malthodes brignolii
Malthodes brignolii es una especie de coleóptero de la familia Cantharidae.

## Distribución geográfica
Habita en el Líbano.